# うぐいすリボン
うぐいすリボン（Uguisu Ribbon Campaign）は、表現の自由を保護することを目的に設立された、日本の特定非営利活動法人。

## 概要
表現の自由を守ることを目的としたアウェアネス・リボン運動を展開しており、ウグイスが自由にさえずる様子を表現の自由の象徴として、うぐいすリボンの名前を冠している。

## 活動
2012年8月13日に、スウェーデン漫画判決で無罪となったシーモン・ルンドストロームの講演会を主催した。
2017年10月29日に東京都文京区にて、コミック弁護基金事務局長による講演会をコンテンツ文化研究会と共に主催した。
2018年に、海賊版サイトのブロッキングを批判的に検討するシンポジウムを、日本インターネットプロバイダー協会、インターネットユーザー協会と共催した。また、インターネットの利用の萎縮を招くとして、静止画ダウンロード違法化に反対し、署名活動を行った。2019年2月8日には、コンテンツ文化研究会と共同で、参議院にて「違法ダウンロード範囲拡大を考える院内集会」を開いた。集会では漫画家の竹宮惠子が法案への反対意見を述べた。
2020年2月9日、香川県ネット・ゲーム依存症対策条例について検討するイベントを開催した。